# قاضی عبدالجبار
ابوالحسن عبدالجبار بن احمد مشهور به قاضی عبدالجبار (۹۳۵ – ۱۰۲۴ میلادی) متکلم معتزلی و فقیه شافعی مذهب کُرد که در دوران وزارت صاحب بن عباد در حکومت آل بویه در ری قضاوت می‌کرد. تثبیب الدلائل در دفاع از اسلام و رد مسیحیت و المغنی در بیان آرای معتزله از مهم‌ترین آثار وی است. او هم‌زمان با ابن سینا زندگی می‌کرد..  وی به توصیه صاحب بن عباد مقام قاضی القضاتی ری را بر عهده گرفت. صاحب بن عباد در پی شخصی بود که مردم را به مذهب او فرا بخواند و قاضی از هر نظر برای کار او مناسب بود. ضمن اینکه قاضی عبدالجبار در علم کلام از استادان زبر دست عصر خود بود. برخی نویسندگان از طرفی قاضی را متهم کرده‌اند که مال بسیاری جمع آوری کرد و از طرف دیگر او را به حق نشناسی متهم نمودند زیرا پس از مرگ صاحب بن عباد حاضر به ذکر دعای ترحم و طلب رحمت برای او نشد و علت آن را عدم توبه صاحب ذکر کرد. بر این اساس فخرالدوله حاکم دیلمی که این اهانت را به وزیر خود نمی‌پذیرفت وی را به زندان‌انداخت و مبلغ گزافی را از قاضی طلب کرد. اما واقعیت طور دیگری بود و فخر الدوله خود روابط خوبی با صاحب بن عباد نداشت و حبس قاضی در راستای یک اقدام سیاسی برای قلع و قمع دوستان و اطرافیان صاحب صورت می‌گرفت. به همین دلیل برخی اصل تحقق واقعه ترحم را مورد تردید قرار داده‌اند و آن را از جعلیات فخرالدوله دانسته‌اند. 
شاگردان:  از شاگردان او افراد بزرگی چون سید مرتضی ، شیخ طوسی و ابوالقاسم تنوخی (۳۵۵- ۴۴۷) می‌توان نام برد. حتی شیخ مفید در مجلس درس او حاضر می‌شد و در یکی از این مجالس بود که شیخ مفید به مناسبت نظر قاضی درباره حدیث غدیر و غار پاسخ او را داد به گونه‌ای که قاضی از جواب دادن به شیخ عاجز شد و در حضور علما شیخ را به جای خود نشاند و او را به مفید ملقب کرد

## آثار
او نویسنده بیش از 70 کتاب بود که اکثرا هنوز پیدا نشده‌اند:
- کتاب المغنی فی ابواب التوحید و العدل.
- شرح به کتاب الاصول ابن خلاد (گم‌شده )
- شرح الاصول الخمسه (درحالی‌که این کتاب گم شده‌است، تفسیرهایی از دو نویسنده زیدی به این کتاب رسیده‌است که از آن‌ها باقی مانده‌است.)[۳][۴]
- تثبیت دلائل نبووات سیدنا محمد (جدل با مسیحیت)[۵]